# 島根県道300号跡市波子停車場線
島根県道300号跡市波子停車場線（しまねけんどう300ごう あといちはしていしゃじょうせん）は、島根県江津市から浜田市を経由して、江津市に至る一般県道である。

## 概要
江津市跡市町から浜田市を経由して、江津市波子町に至る。

### 路線データ
- 起点：江津市跡市町（島根県道297号皆井田江津線交点）
- 終点：江津市波子町（JR西日本山陰本線 波子駅前、島根県道206号波子停車場線起点、島根県道301号佐野波子停車場線終点）

## 歴史
- 1966年（昭和41年）3月29日 - 島根県告示第423号により認定される。
- 1972年（昭和47年）頃 - 現行の県道番号に変更される。

## 路線状況

### 重複区間
- 島根県道50号田所国府線（江津市有福温泉町 - 浜田市大金町）
- 島根県道299号下府江津線（浜田市大金町）
- 島根県道301号佐野波子停車場線（浜田市大金町 - 江津市波子町（終点））
- 国道9号・国道186号（江津市波子町）
- 島根県道206号波子停車場線（江津市波子町）

## 地理

### 通過する自治体
- 江津市
- 浜田市
- 江津市

### 交差する道路
| 交差する道路 | 市町村名 | 交差する場所             | 交差する場所 |
| --- | -------- | ------------------------ | ------------ |
| 島根県道297号皆井田江津線                                                                                           | 江津市   | 跡市町                   | 起点         |
| 島根県道50号田所国府線 重複区間起点                                                                                 | 江津市   | 有福温泉町               |              |
| 島根県道299号下府江津線 重複区間起点                                                                                | 浜田市   | 大金町（おおがねちょう） |              |
| 島根県道50号田所国府線 重複区間終点 島根県道299号下府江津線 重複区間終点 島根県道301号佐野波子停車場線 重複区間起点 | 浜田市   | 大金町                   |              |
| 国道9号 重複区間起点 国道186号 重複区間起点                                                                         | 江津市   | 波子町                   |              |
| 国道9号 重複区間終点 国道186号 重複区間終点 島根県道206号波子停車場線 重複区間起点                                  | 江津市   | 波子町                   |              |
| 島根県道206号波子停車場線 重複区間終点 島根県道301号佐野波子停車場線 重複区間終点                                   | 江津市   | 波子町                   | 終点         |

### 交差する鉄道
- 山陰本線

### 沿線
- 跡市郵便局
- 江津警察署 有福駐在所
- 有福郵便局
- 有福温泉
- 浜田市役所有福連絡係
- アクアス（島根県立しまね海洋館）
- 波子海水浴場
- JR西日本山陰本線 波子駅